# Trine Østergaard Jensen
Trine Østergaard Jensen (ur. 17 października 1991 w Galten), duńska piłkarka ręczna, reprezentantka kraju grająca na pozycji prawoskrzydłowa. Obecnie występuje w FC Midtjylland Håndbold.

## Sukcesy

### reprezentacyjne
- Mistrzostwa Świata:
  -  2013

### klubowe
- Mistrzostwa Danii:
  -  2011, 2013
  -  2012